# Margem Sul
Entende-se localmente por Margem Sul a faixa ribeirinha do estuário do Rio Tejo fronteira à cidade de Lisboa, em Portugal, constituindo a porção norte da Península de Setúbal. Esta designação popularizou-se no final do século XX em substuição do sinónimo Outra Banda.[carece de fontes?]
A Margem Sul compreende os concelhos de Alcochete, Almada, Barreiro, Moita, Montijo, e Seixal. Como região, tem crescido populacionalmente, dado que o custo de vida da zona é substancialmente inferior ao da capital, beneficiando no entanto das infra-estruturas da mesma. 

## Lista de Municípios por população
| Município      | Posição* (pop.res.) | Posição* (pop.res.) | População residente | População residente | Habitantes/km² | Habitantes/km² | Posição* (hab./km²) | Posição* (hab./km²) |
| Município      | 2011                | 2015                | 2011                | 2015                | 2011           | 2015           | 2011                | 2015                |
| -------------- | ------------------- | ------------------- | ------------------- | ------------------- | -------------- | -------------- | ------------------- | ------------------- |
| Almada         | 10                  | 11                  | 174 030             | 169 689             | 2477           | 2423,8         | 8                   | 8                   |
| Seixal         | 13                  | 13                  | 158 269             | 164 625             | 1667,7         | 1724,7         | 12                  | 12                  |
| Barreiro       | 31                  | 33                  | 78 764              | 76 433              | 2163,8         | 2100,3         | 9                   | 10                  |
| Moita          | 39                  | 39                  | 66 029              | 65 104              | 1196           | 1178,1         | 20                  | 21                  |
| Montijo        | 58                  | 48                  | 51 222              | 55 153              | 148,5          | 158,2          | 89                  | 83                  |
| Alcochete      | 135                 | 130                 | 17 569              | 18 807              | 138,2          | 146,5          | 101                 | 91                  |
| TOTAIS / média | —                   | —                   | 545 883             | 549 811             | 1298,5         | 1288,6         | —                   | —                   |

(*) Posição no âmbito de todos os municípios de Portugal.

## Cultura
Na Margem Sul existe uma variedade quantidade de eventos culturais, que incluem o Festival de Almada (festival de teatro que decorre também em salas no centro de Lisboa); a Festa do Avante! na Quinta da Atalaia, Amora; e o Seixal Jazz.

## Património

### Castelos & Fortalezas
- Castelo de Almada (Almada)
- Forte de Nossa Senhora da Saúde da Trafaria (Almada)

### Quintas & Palácios
- Palácio da Cerca (Almada)
- Solar dos Zagallos (Sobreda)
- Quinta da Fidalga (Seixal)

### Património Religioso
- Santuário Nacional de Cristo Rei (Almada)
- Convento dos Capuchos (Almada)
- Convento de São Paulo (Almada)
- Monte da Cruz (Charneca de Caparica)